# La Grange (Texas)
La Grange (/lə ˈɡreɪndʒ/ lə GRAYNJ) è un comune (city) degli Stati Uniti d'America e capoluogo della contea di Fayette nello Stato del Texas. La popolazione era di 4.641 abitanti al censimento del 2010. Si trova a metà strada tra Houston ed Austin sulla Texas State Highway 71.

## Geografia fisica
Secondo lo United States Census Bureau, la città ha una superficie totale di 10,74 km², dei quali 10,71 km² di territorio e 0,03 km² di acque interne (0,24% del totale).

## Storia

La Grange nel 1880

La Grange era il sito di una traversata iniziale del fiume Colorado insieme a La Bahía sull'El Camino Real durante il periodo spagnolo. I primi coloni angloamericani dell'area erano Aylett C. Buckner e Peter Powell, che avevano vissuto un po' ad ovest. Il primo insediamento angloamericano sulla posizione attuale della città era la banda di coloni
di Stephen F. Austin nel 1822. John Henry Moore costruì un fortino nel 1828 (alcune fonti citano 1826) come protezione dalla tribù dei Comanche. L'edificio è noto come Moore's Fort e può essere trovato oggi nella vicina Round Top, essendo stato spostato lì per il restauro.
Nel 1831 una piccola comunità si era sviluppata intorno al Moore's Fort. La città di La Grange fu mappata nel 1837, durante il periodo della Repubblica del Texas, e divenne anche capoluogo dell'allora nuova contea di Fayette. Entrambi questi nomi di luogo sono in onore del Marchese de La Fayette, che aveva combattuto a fianco con gli statunitensi e aiutò la causa della rivoluzione americana; morì nel 1834. Il castello di La Fayette in Francia dalla quale prende il nome La Grange è il Château de la Grange-Bléneau.
Durante l'ondata di immigrati tedeschi dopo le rivoluzioni del 1848, la città divenne un importante sito di un insediamento tedesco; i nuovi arrivati dissero (come i cechi che li seguirono) che le colline e le foreste ricordavano a loro le loro terre d'origine. Nel XXI secolo, le influenze tedesche e ceche sulla città erano ancora visibili nei costumi locali e nell'architettura. La cultura tedesca e quella ceca avevano una tradizione più sociale intorno al bere. La Grange divenne la casa per molti immigrati ebrei nel tardo XIX secolo, che entrarono nella regione attraverso il porto di Galveston.

## Società

### Evoluzione demografica
Secondo il censimento del 2010, la popolazione era di 4.641 abitanti.

### Etnie e minoranze straniere
Secondo il censimento del 2010, la composizione etnica della città era formata dal 73,52% di bianchi, il 9,52% di afroamericani, l'1,16% di nativi americani, lo 0,54% di asiatici, lo 0,09% di oceanici, il 12,84% di altre razze, e il 2,33% di due o più etnie. Ispanici o latinos di qualunque razza erano il 31,14% della popolazione.

## Amministrazione

### Gemellaggi
- Frenštát pod Radhoštěm
- Olfen